# 牧阿佐美
牧 阿佐美（まき あさみ、1934年5月12日 - 2021年10月20日）は、日本のバレリーナ、振付家。位階は従三位。文化功労者。文化勲章受章者。本名は福田 阿佐美（ふくだ あさみ）。別名義として橘 秋帆（たちばな あきほ）を用いた。
牧阿佐美バレヱ団総監督、新国立劇場舞踊芸術監督、新国立劇場バレエ研修所長などを歴任した。

## 来歴

### 生い立ち
東京府東京市（現在の東京都杉並区阿佐谷）生まれ。バレエダンサー、インド文化研究家の牧幹夫を父に、バレリーナ、振付家、バレエ指導者の橘秋子を母に持つ。
1933年5月12日に誕生。両親は牧の出生届を翌年まで提出せずにいたため、そのことを知った祖母が秋子の従姉妹の子として手続きを行った。戸籍には「昭和9年生まれ」「福田サクの養女」と記されている。牧のプロフィールに「昭和9年生まれ（1934年）」となっているのはこのためである。母の秋子はバレエダンサーとして身を立てたばかりであり、また当時はバレリーナが結婚・出産することは舞踏家として不利になることが多かったため、生後18日から小学5年生まで他家に預けられ育つ。父母の結婚は双方の家族から宗教の違いなどを理由に反対を受けていたこともあり、正式なものではなかったという。
母の秋子は、バレエの早期教育を提唱していたため、牧も4歳の頃より文京区小石川から杉並区宮前にあった母が主宰する橘バレエ学校に通ってレッスンを受けた。同年、父がインドに渡航する。

### バレリーナとして

1957年

1954年アメリカに留学、アレクサンドラ・ダニロワ、イゴール・シュヴェッツォフに師事した。
1956年母と共に牧阿佐美バレヱ団を結成する。
1970年に父の幹夫がインドで客死し、1971年に母の秋子も死去した。1971年に現役を引退し、橘バレヱ学校校長として後進の育成、指導にあたった。1999年から新国立劇場舞踊芸術監督に就任し、新国立劇場バレエ団を率いた。
1984年、50歳の時に17歳年下の三谷恭三と結婚。
2010年、新国立劇場舞踊芸術監督を退任。後任にはイギリスバーミンガム・ロイヤル・バレエ団芸術監督のデヴィッド・ビントレーが就任した。
振付師として古典バレエの改訂演出の他、『牧阿佐美の椿姫』、『ア・ビアント』（三谷、D・ウォルシュとの共作）などを発表した。
2021年10月20日11時35分、大腸ガンのため東京都内の自宅で死去した。87歳没。牧の没後の10月26日、日本政府より牧に文化勲章が授けられることが発表されたが、叙勲内定の伝達は死没日の前日の19日であったとのことである。日本国政府は牧の死没日を以て従三位に叙した。2022年1月18日に牧のお別れの会が予定されたものの、新型コロナなどの影響で延期となった。

## 家族・親族
- 牧幹夫（父） - バレエダンサー
- 橘秋子（母） - バレエダンサー[2]
- 三谷恭三（夫） - バレエダンサー[5]

## 賞歴
- 1984年  ニムラ舞踊賞
- 1987年 芸術選奨文部大臣賞
- 1987年 東京新聞舞踊芸術賞
- 1987年 舞踊批評家協会賞

## 栄典
- 1996年 紫綬褒章
- 2004年 フランス共和国芸術文化勲章シュヴァリエ
- 2008年 文化功労者
- 2021年 文化勲章（没後受章）[14]

## 著書
- 『バレエに育てられて 牧阿佐美自伝』（2009年、新書館） ISBN 978-4-403-23112-4

## テレビ出演
- 一枚の写真（1991年2月12日、フジテレビ）
- 徹子の部屋（2016年6月16日、テレビ朝日）